# ختال
ختال أو خطل (وكثيرًا ما تكون أيضًا في صيغة الجمع ختلان) (وعُرفَت بمتغيرات مثل خوتلان، خاتلان، وفي المصادر الصينية: كو-توت-لو) منطقة وإمارة من العصور الوسطى على الضفة الشمالية لنهر جيحون (آمون داريا حديثًا)، وتقع بين روافده فخش وبانج. وتتوافق تقريبًا مع مقاطعة خاتلون الحديثة في طاجيكستان.
لعبت إمارة ختال قبل الإسلام دورًا فعالًا، أحيانًا حليف وأحيانًا عدو، للأمويين أثناء الفتح الإسلامي لبلاد ما وراء النهر، ولم يتمكن العباسيون من فرض سيطرتهم المباشرة عليها إلا في عام 750/1. حكم فرع من بني جوريون من طخارستان المنطقة في عهد العباسيين، واعترف بسيادة السامانيين في القرن العاشر. يبدو أن المنطقة احتفظت بخط مستقل من الحكام في القرنين الحادي عشر والثاني عشر، عندما خضعت أولًا للسيطرة الفضفاضة للغزنويين، وبعد منتصف القرن الحادي عشر لإمبراطورية السلاجقة. مع تراجع قوة السلاجقة، انتقلت ختال إلى سيطرة الغوريين والخوارزمشاه، الذين لا يُعرف أي سلالة أميرية أصلية تحت حكمهم. في القرن الثالث عشر أصبحت ختال جزءًا من الإمبراطورية المغولية وخليفتها، خانية تشاجاتاي، وظهرت مرة أخرى إمارةً مستقلةً بعد تفكك الأخيرة في منتصف القرن الرابع عشر. في القرن السادس عشر، استولى الشيبانيون (مغول أتراك) على ختال، وتوقف استخدام الاسم نفسه، واستُبدل بـكولاب، والتأثير الإسلامي الفارسي في العمارة والثقافة لهذه المنطقة واضح.